# Vienne (megye)
Vienne (IPA: [vjɛn]) a 83 eredeti département egyike, amelyeket a francia forradalom alatt 1790. március 4-én hoztak létre.

## Elhelyezkedése
Franciaország középső részén terül el, Új-Aquitania régió (2015 végéig Poitou-Charentes régió) része.

## Települések
| Kerület       | Lakos (1999) | Terület (km²) | Kanton | Önkormányzat |
| ------------- | ------------ | ------------- | ------ | ------------ |
| Châtellerault | 109.202      | 2065          | 12     | 96           |
| Montmorillon  | 74.045       | 3000          | 11     | 98           |
| Poitiers      | 215.777      | 1926          | 15     | 87           |

Legnagyobb városok
- Poitiers
- Châtellerault
- Montmorillon